# Martin Martinez
Pour les articles homonymes, voir Martinez.
Martin Martínez, né le 22 février 1946 à Burgos et mort le 4 février 2012 à Nevers, est un coureur cycliste espagnol naturalisé français. 

## Biographie
Il est le grand frère de Mariano Martinez et donc l'oncle de Miguel Martinez et Yannick Martinez. Son fils Raphaël Martinez (né le 1er mai 1972 à Nevers) a réalisé une bonne carrière amateur,. Ce fut également le cas de Manuel (frère de Martin et de Mariano), né en 1954. 
En 1974, il a remporté le second secteur de la dixième étape de la Vuelta disputé entre San Rafael et Avila (en espagnol : Ávila), après une échappée solitaire de 35 km.

## Palmarès

### Palmarès amateur
- 1969
  - Prix de La Charité-sur-Loire
  - 2e du Circuit de l'Auxois
- 1970
  - Champion de Bourgogne de poursuite
  - Prix de Nevers
  - 3e étape du Tour Nivernais Morvan
  - 2e du Grand Prix de Villapourçon
- 1971
  - Prix de Nevers
  - 1reb étape du Tour de Navarre
  - 3e du Grand Prix de Villapourçon
  - 3e de la Route du Vin
  - 3e du Tour de Navarre
- 1972
  - Circuit des Monts du Livradois
  - 3e du Prix de La Charité-sur-Loire

### Palmarès professionnel
- 1974
  - 10eb étape du Tour d'Espagne

### Résultats sur les grands tours

#### Tour d'Espagne
1 participation
- 1974 : 53e, vainqueur de la 10eb étape